# Operation Flashpoint: Dragon Rising
Operation Flashpoint: Dragon Rising（オペレーション フラッシュポイント: ドラゴン ライジング、略称：OFP: DR）は、イギリスのCodemasters社が開発し、2009年10月6日に発売が開始された軍事FPSである。
2011年7月28日に、続編のOperation Flashpoint: Red RiverがPS3、Xbox 360でリリースされた。

## 概要
2001年に発売されたOperation Flashpoint: Cold War Crisis (OFP: CWC) の販売を手がけたCodemasters社が独自に開発したOFP: CWCの名称的続編である。
ゲームエンジンには同社が開発したEGO Engineを採用しており、PlayStation 3・Xbox 360・PCのマルチプラットフォームである。
PlayStation 3・Xbox 360用の日本語版の発売日は2010年1月14日に決まり、ゲーム中の音声は大塚明夫や東地宏樹などの実力派声優陣による日本語吹き替えとなる。PC用の日本版は「日本語マニュアル付き英語版」が2009年10月23日、「日本語版」は2010年1月29日にイーフロンティアから発売。

## システム
兵科
キャンペーンによってプレイできる兵科が異なる。各キャンペーンにおいて兵科の選択は不可。偵察部隊、狙撃部隊などが存在し、各々の兵科で携行する兵器やその仕様も大きく差がある。
AI
プレイヤーは各兵科の分隊長となって隊員を指揮する。基本的に4人で行動し、各員は衛生兵やサポート兵など技能がある。敵の銃火に晒されたり、フレンドリーファイヤーされたりすると、プレイヤーの命令を無視したり、泣き言を言うなど兵士の感情も克明に描写されている。
敵のAIに関しても分が悪くなるとスモークを焚いて逃走したり、屋内に籠って待ち伏せするなど思考パターンは豊富である。
しかし、敵味方両AIも敵兵が目前にいても射撃しないで待機するなど非常に緩慢な行動をすることがある。
射撃精度
本作において、銃器から射出された銃弾は重力に従って放物線を描く。風向きや天候、距離、銃器の種類によって射撃の精度が大きく異なる。
負傷
プレイヤーが被弾すると画面内に表示された人体のアイコンに被弾箇所がオレンジ色で表示され、時間内に装備品の包帯で止血または衛生兵の治療を受けないと死亡する。腕部に被弾すると射撃時に手ブレが大きくなり、脚部に被弾すると走れなくなるなど現実的な負傷システムが導入されている。
なお、被弾して止血しないまま放置すると時間経過で周囲の音が聞こえなくなったり、視界が次第にホワイトアウトするなど生々しい死に際の描写がなされている。
火力支援
作戦司令部からの許可があった場合のみスキラ島沖に待機している海兵隊からの艦砲射撃や航空機による対地爆撃が要請できる。ただし、無制限に要請できるわけではなく、いずれも一回限りであることが多い。

## ストーリー

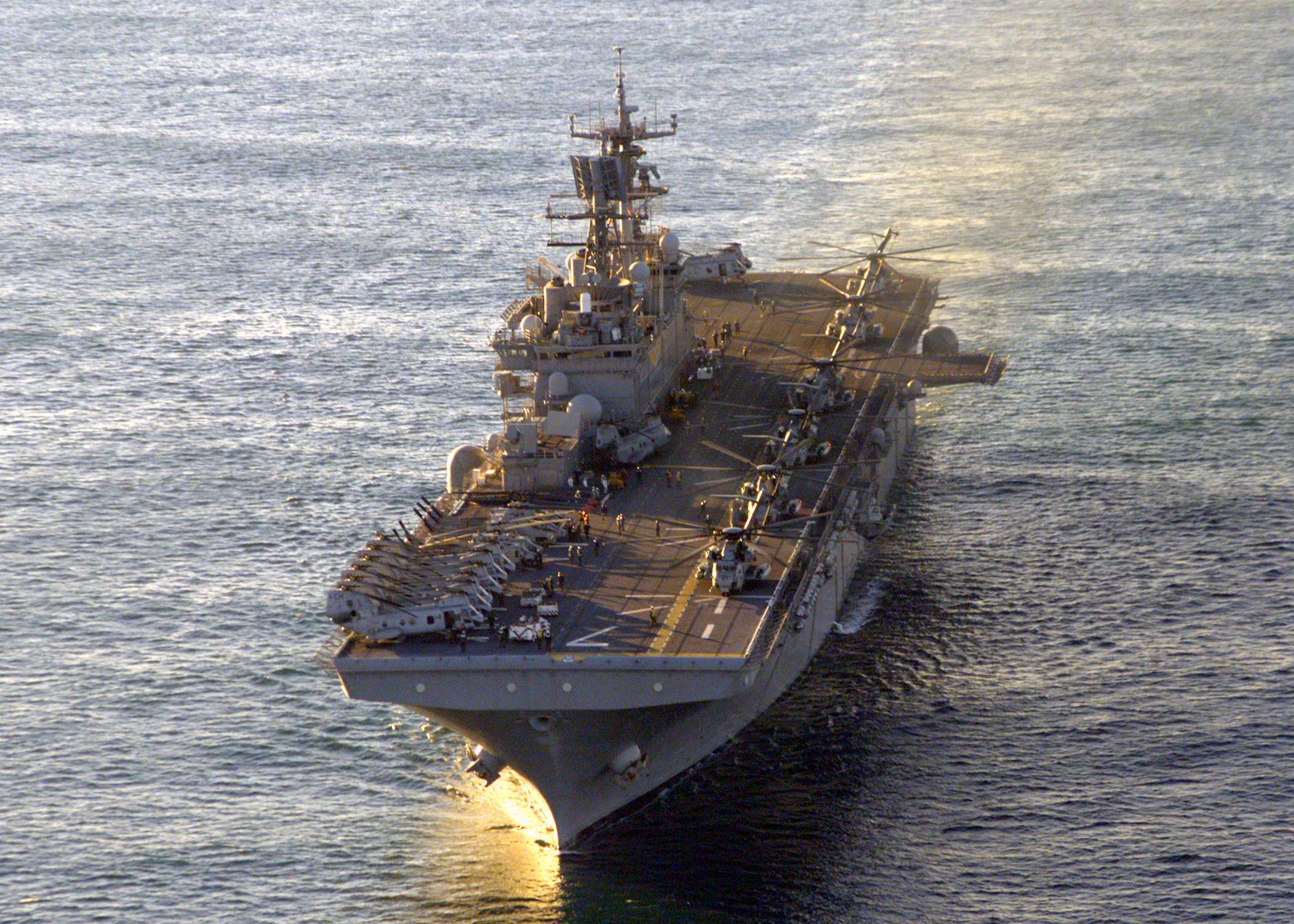
USS イオー・ジマ

樺太近海に浮かぶ『スキラ島』（Skira Island）。1409年、明人が島を発見し、17世紀、18世紀には局地的に日本とロシアの開拓が行われたが、日露戦争によって全土が日本領に。第二次世界大戦が終結し、島はソ連領となる。ソ連による調査の結果、莫大な石油資源が眠っていると判明し、採掘が開始されるが技術不足により難航。冷戦終結後の2002年にアメリカとロシアの合同企業が石油の発掘に成功する。
一方、中国では経済の急成長を遂げ、国内の石油資源は需要を越えて遂に枯渇。2008年には、リーマンショックによって世界規模で中国製品の需要が激減し、大打撃を受けた中国経済は企業の雇用情勢が劇的に悪化。中国全土でストライキが頻発し、現政権への支持は低迷していった。そんな中で国民の支持を得た中国人民解放軍の強硬派であるチェン将軍は経済を立て直すために2011年3月、資源を求めて解放軍をロシア国境に派兵。これに反応したロシア政府は国境にロシア連邦軍を動員。一触即発のにらみ合いが続く中、5月9日人民解放軍の空挺部隊がスキラ島に上陸して全土を掌握。ロシア政府は中国に対し国連安保理を通じて非難声明を発し、国境とスキラ島からの撤兵を要求するが中国政府は断固としてスキラ島の領有権を主張。大陸とスキラ島の両戦線で継戦能力を持たないロシアはアメリカに協力を依頼。
5月11日、アメリカ政府はただちにUSS イオー・ジマ LHD-7を北日本海に派遣し、スキラ島の奪還作戦を敢行する。

## 登場武器
アメリカ海兵隊（USMC）
| ハンドガン | サブマシンガン | アサルトライフル | 分隊支援火器     | スナイパーライフル | ミサイル・対戦車ロケット | グレネードランチャー | 固定武器 | 地雷・手榴弾         |
| ---------- | -------------- | ---------------- | ---------------- | ------------------ | ------------------------ | -------------------- | -------- | -------------------- |
| MEU(SOC)   | MP5A4          | M16A4            | M249分隊支援火器 | M21                | 携行式ロケット砲         | M203                 | M2       | M14対人地雷          |
|            |                | M4A1             | Mk48 Mod0        | MODEL 82A1         | FGM-148 ジャベリン       | GLM                  | M134     | M18A1 クレイモア地雷 |
|            |                | Mk16 Mod0        |                  |                    | FIM-92 スティンガー      | M32                  | M240     | M21対戦車地雷        |
|            |                | Mk17 Mod0        |                  |                    |                          |                      | Mk19     | 破片手榴弾           |
|            |                |                  |                  |                    |                          |                      |          | スモーク弾           |

中国人民解放軍（PLA）
| ハンドガン | サブマシンガン | アサルトライフル | 分隊支援火器      | スナイパーライフル | ミサイル・対戦車ロケット | グレネードランチャー | 車載武器   | 地雷・手榴弾   |
| ---------- | -------------- | ---------------- | ----------------- | ------------------ | ------------------------ | -------------------- | ---------- | -------------- |
| QSZ92      | QCQ05          | QBZ95            | TYPE 67-II        | QBU88              | PF98 クィーンビー        | GP-25                | Type 67-ll | 72式対人地雷   |
|            |                | TYPE 81-1        | QBB95分隊支援火器 | M99                | QW-2 SAM                 | QLJ91B               | QJC88      | POMZ2          |
|            |                |                  |                   |                    |                          | LG1                  | LG3        | TM62           |
|            |                |                  |                   |                    |                          |                      |            | 86式破片手榴弾 |

## 登場兵器
アメリカ海兵隊
偵察車両
- DPV
- M1025

ブローニングM2重機関銃を搭載したものとMk19 自動擲弾銃を搭載したものの2種が登場。
トラック
- M939A2

装甲戦闘車両
- AAVP7A1
- LAV-25

戦車
- M1A2

航空機
- MH-60S
- AH-6J
- AH-1Z

ボート
- SURC

中国人民解放軍
偵察車両
- FAV
- BJ2022

非武装型、QJC88重機関銃搭載型、LG3 グレネードランチャー搭載型が存在。
トラック
- SX2190

兵員輸送車仕様と輸送車仕様、燃料タンク搭載仕様、サンバーンミサイル搭載仕様の4種類が登場する。
装甲戦闘車両
- 92式装輪装甲車
- 97式歩兵戦闘車
- 89A式駆逐戦車
- 95式自走対空機関砲

戦車
- 99式戦車

航空機
- Mi-171

非武装の中型輸送仕様と対地攻撃機仕様が登場。
- Z-10

ボート
- PTBR

## スキラ島

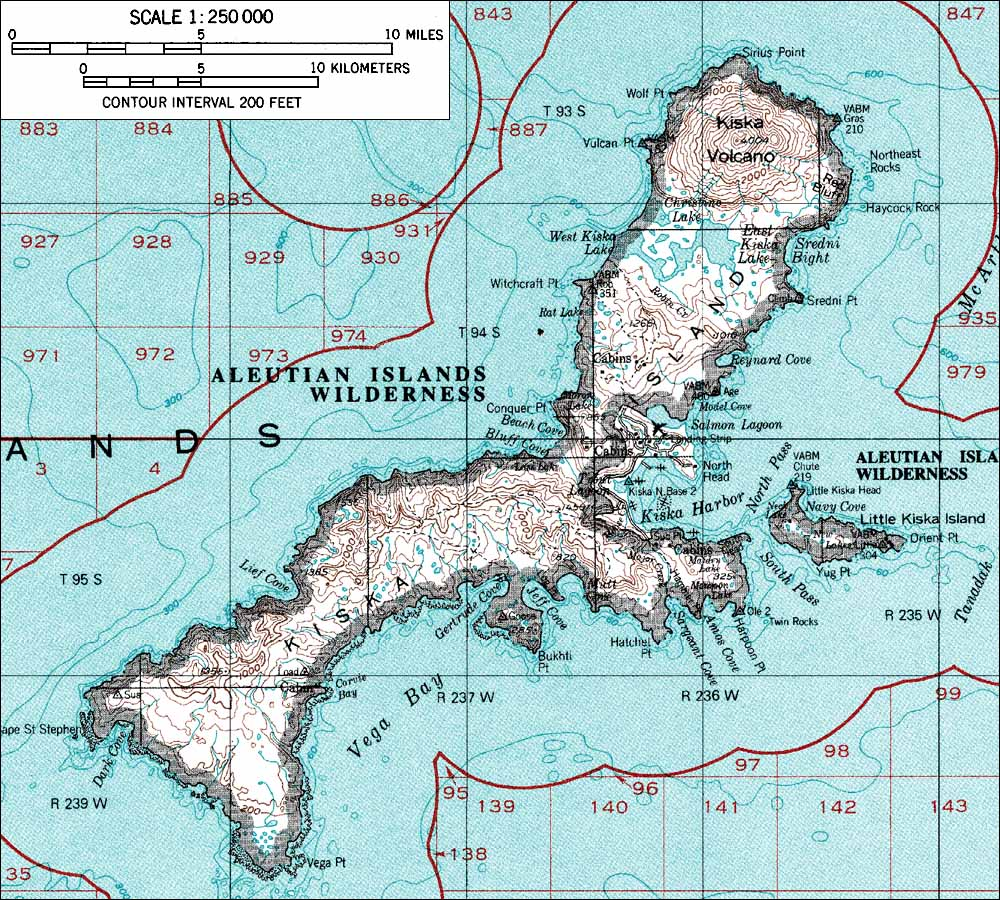
モデルのキスカ島。スキラ島はキスカ島を右に90度回転した地形である

本作に登場するスキラ島は架空の島であるが、地形のモデルはキスカ島である。また、位置は樺太の南西端に浮かぶ海馬島付近。ただし、本作の地図では海馬島自体が存在していない模様。本島と南部のスキリンカ島に分けられる。尚、島内には集落や民家が多く散見されるがいずれもゴーストタウン化している。
本島（Skira）
タラナイ（Taranay）
島の最西部に位置。スキラ島奪還作戦において本隊が上陸した地点。付近にはゴーストタウンが存在。
ラスコヴァ（Raskova）
島の南西に位置。飛行場がある。PLAの島西部の戦力の大部分が集結している。
モロガ（Mologa）
タラナイ村の東に存在。PLAの対空陣地が設置されており、海兵隊の飛行場襲撃作戦中にAH-1Zが撃墜された。
マルコヴォ（Malkovo）
スタノヴォイ山のふもとに位置する田園地帯。広大な農場がある。北西に数キロの地点にはPLAが占領した燃料備蓄基地がある。作戦2日目にはPLAが強固な防衛線を敷いていた。
フォミン（Fomin）
マルコヴォの南に位置。要塞が存在。
コザノフ（Kozhanov）
島のほぼ中央に存在する。巨大な港があり、PLAの海軍基地になっている。作戦3日目にはチェン将軍が隠れていた。
スコジェ（Skoje）
コザノフの北に位置する集落。PLAの装甲部隊が駐屯していた。西には人民解放軍の通信施設がある。
マドレンカ（Madlenka）
島中西部に位置。アメリカ領事館がある。
アムダン（Armdan）
島の最東に位置する集落。シングルミッションで登場。作戦2日目に海兵隊が上陸した。
ホワイトファング船積施設（White Fang Complex）
チェルスキー山の北にある施設。シングルミッションで登場。
チェルスキー山（Mt.Chersky）
島の中央に広がる山岳地帯。麓にはスコジェ村や通信施設、船積施設などがあり、PLAの重要拠点でもある。
ボイスラヴァ山（Mt.Voyslava）
本島東部に聳える休火山。標高約1200メートル。モデルはキスカ火山。
塩類平原（The Salt Flat）
ボイスラヴァ山の西に位置する塩原。アムダンから上陸した海兵隊が人民解放軍と衝突した。
スキリンカ島（Skirinka）
本島の南に浮かぶ小島。PLAの前哨基地が存在し、サンバーン対艦ミサイルが各所に配備されている。
ゼイカ（Zeyka）
スキリンカの南部に位置。奪還作戦において、海兵隊の先遣隊が上陸した地点。